# Кочево
Ко́чево (болг. Кочево) — село в Пловдивській області Болгарії. Входить до складу общини Садово.

## Населення
За даними перепису населення 2011 року у селі проживали 570 осіб, з них 159 осіб (98,1%) — болгари.
Розподіл населення за віком у 2011 році:
Динаміка населення: